# Marco Antônio Cipó
Marco Antônio da Conceição, mais conhecido como Marco Antônio Cipó (Três Corações, 24 de dezembro de 1970) é um ex-futebolista brasileiro que atuava como meia-atacante.

## Carreira
Começou a jogar bola na várzea de Belo Horizonte, onde chegou a fazer testes na Toca da Raposa. Porém, se mudou com a família para Cipó-Guaçu, onde atuou no Floresta Futebol Clube, quando foi descoberto pelo Santos FC.
Atuou pela Seleção Brasileira de base. Chegou a ser considerado o "Novo Pelé", inclusive pela revista italiana Guerin Sportivo.
De gênio explosivo, foi expulso três vezes no Campeonato Paulista de Juniores de 1987. Foi o mais novo jogador da Copa União daquele ano.
Em 1988, estava acertada sua venda com César Sampaio por US$ 1 milhão para um clube da Arábia Saudita, através do empresário Juan Figer, mas o Conselho Deliberativo vetou a transação.  Em 1989, Cipó sairia de graça.
Em 1990, foi Campeão Paulista da Intermediária com o Olímpia. Um ano depois, em 1991, disputa a Primeira Divisão com o clube.
Em 1993, foi contratado pelo Novorizontino.
Passou ainda por outro clubes do interior de São Paulo, até encerrar a carreira em 1998 no Comercial.